# FC Bremerhaven
FC Bremerhaven – niemiecki klub piłkarski z siedzibą w mieście Bremerhaven, działający w latach 1899–2012.

## Historia
Klub został założony w 1899 roku jako FC Bremerhaven-Lehe. W 1917 roku połączył się z SC Sparta Bremerhaven, tworząc Bremerhaven-Lehe SC Sparta. Po II wojnie światowej kluby z Bremerhaven zostały rozwiązane, a w ich miejsce utworzono SG Lehe-Nord. W 1947 roku zmienił on nazwę na ATS Bremerhaven, a w 1992 roku na FC Bremerhaven. W sezonach 1994/1995 oraz 1999/2000 występował w Regionallidze (grupa Nord), stanowiącej wówczas trzeci poziom rozgrywek w Niemczech. W 2012 roku klub został rozwiązany, a sekcja piłkarska przyłączyła się do Sparty Bremerhaven.

## Reprezentanci kraju grający w klubie
- Mladen Romić
- Elie Rock Malonga
- Andrius Sriubas
- Terrence Boyd

## Występy w lidze
| Sezon     | Poziom | Liga              | Miejsce      |
| --------- | ------ | ----------------- | ------------ |
| 1994/1995 | III    | Regionalliga Nord | 17. (spadek) |
| 1999/2000 | III    | Regionalliga Nord | 17. (spadek) |